# Kasımpaşa Spor Kulübü
El Kasımpaşa Spor Kulübü es un club de fútbol turco de la ciudad de Estambul. Juega en la Superliga de Turquía.

## Palmarés
- TFF Segunda Divisón (1): 2005-06

- TFF Tercera División (3): 1988-89, 1996-97 y 2004-05.

## Datos del club
- Temporadas en 1.ª: 16 (1959-1964, 2007-2008, 2009-2011 y 2012-actualidad).

- Temporadas en 2.ª: 19 (1964-1968, 1989-1992, 1997-2000, 2006-2007, 2008-2009 y 2011-2012).